# 황 산화물
황 산화물(黃酸化物, sulfur oxide)은 황과 산소의 결합으로 형성된 화합물 그룹이다. 가장 흔한 황 산화물은 이산화 황(SO2)과 삼산화 황(SO3)이다. 황 산화물은 화산 활동을 통해 자연적으로 생성되며, 화석 연료 연소 및 산업 공정과 같은 인간 활동을 통해서도 대기 중으로 배출된다.
황 산화물(SOx)은 다음 중 하나 이상을 의미한다.
- 저황 산화물(SnO, S7O2, S6O2)
- 일산화 황(SO) 및 이합체인 이황 이산화물(S2O2)
- 이산화 황(SO2)
- 삼산화 황(SO3)
- 고황 산화물(SO3 및 SO4, 그리고 이들의 중합 축합물)
- 이황 일산화물(S2O)

| Disambiguation icon | 이 문서는 명칭이 같은 여러 화합물을 연결하는 색인 문서입니다. |